# 기동경찰 패트레이버 극장판 2
기동경찰 패트레이버 극장판 2(機動警察パトレイバー 2, Patlabor 2: The Movie)는 일본에서 제작된 오시이 마모루 감독의 1993년 애니메이션, SF, 미스터리, 드라마 영화이다. 토미나가 미이나 등이 주연으로 출연하였다.

## 출연

### 주연
- 토미나가 미이나
- 후루카와 토시오

### 조연
- 이케미즈 미치히로
- 후타마타 잇세이
- 고리 다이스케
- 치바 시게루
- 사카 오사무
- 오바야시 류노스케
- 사카키바라 요시코
- 니시무라 토모미치
- 다케나카 나오토

## 제작진
- 레이아웃: 곤 사토시